# Distancia hiperfocal

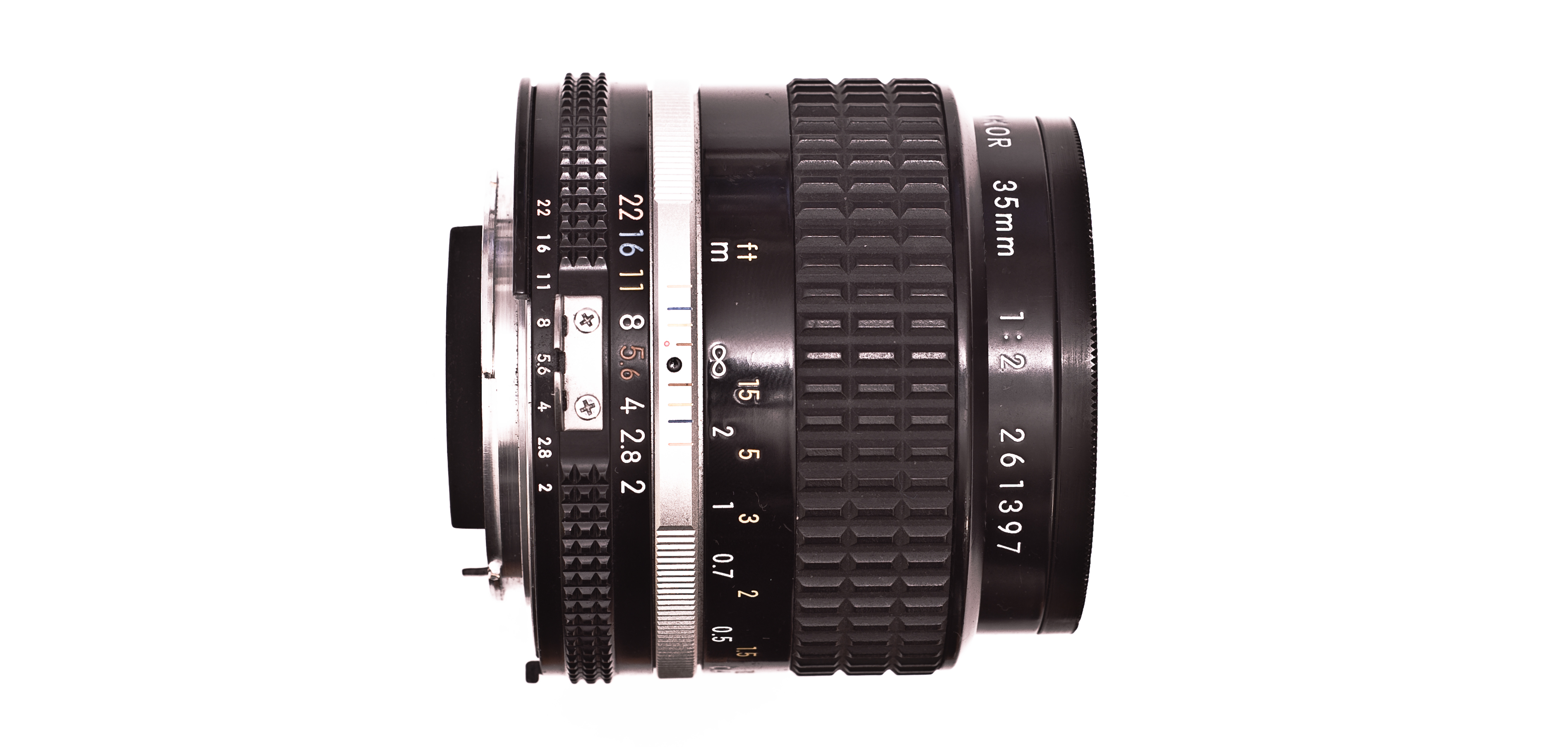
Objetivo con el punto de enfoque en infinito.

La distancia hiperfocal de un objetivo fotográfico es la mínima distancia a la que se puede enfocar con él, de modo que obtengamos nitidez aparente (ya que sólo existe un plano de enfoque) desde antes de ese punto (exactamente desde la mitad de su distancia) hasta el infinito ({\displaystyle \infty }). Esta distancia es la posición del enfoque que proporciona una mayor profundidad de campo. Depende de varios factores, de la distancia focal, el diafragma utilizados y el factor de recorte de la cámara empleada, pero fundamentalmente, del tamaño del círculo de confusión que demos por bueno. Porque en realidad la profundidad de campo es un concepto que depende en gran manera de la tolerancia que aceptemos para determinar qué está enfocado y qué no lo está (definición de nuestro sensor o película, grado de ampliación, condiciones de visionado, etc).

## Definición
- Es la distancia desde el plano nodal anterior, o centro óptico de la lente, hasta el primer plano apreciablemente nítido cuando enfocamos a infinito, de tal modo que si se enfoca realmente a esa distancia, la profundidad de campo se extiende desde la mitad de ella hasta el infinito. No cabe duda de que el uso de la distancia hiperfocal es de gran utilidad ante situaciones fotográficas que precisen una profundidad de campo total o lo más amplia posible, como es el caso de la fotografía de paisajes.

Hay que considerar que como la hiperfocal es la distancia del centro óptico de objetivo hasta el punto calculado de la escena, la distancia de enfoque sería la resultante de sumar esa hiperfocal más la distancia del objetivo a la película o sensor. Proceso que se simplifica considerando la hiperfocal como distancia de enfoque porque se desprecia en la mayoría de los casos esta distancia adicional.

## Fórmula
Se puede calcular mediante la expresión aproximada:
{\displaystyle H=F^{2}/(N*CCM)}
Donde H es la distancia hiperfocal, F es la distancia focal, N es el número-f, y CCM es el círculo de confusión máximo.
De ella se puede deducir que será mayor para los teleobjetivos que para los objetivos de gran angular por lo que estos últimos tendrán una mayor profundidad de campo con carácter general. Inversamente unos números f mayores producirán una distancia hiperfocal menor y por consiguiente mayor profundidad de campo. Y si consideramos el formato, resulta que cuanto más pequeño el formato el círculo de confusión máximo se reduce, por lo que la distancia hiperfocal si mantenemos n.º f y distancia focal será más grande. Cuanto más pequeño sea el círculo de confusión, la tolerancia aceptada de enfoque será menor y, por tanto, mayor será la nitidez de los elementos incluidos dentro de la profundidad de campo.
Actualmente existen aplicaciones para teléfonos inteligentes, páginas web, programas de descarga gratuita, que realizan el cálculo de forma automática simplemente colocando algunos datos. Esto facilita en gran manera el trabajo del fotógrafo, pudiendo acceder a estos servicios gratuitamente y en cualquier lugar donde se encuentre.

## Utilidad práctica
Sirve para el cálculo de los límites de la profundidad de campo en una situación fotográfica dada y saber si se enfoca a esta distancia, conseguir la máxima profundidad de campo posible con el sistema óptico que se esté manejando.